# Fri marknad

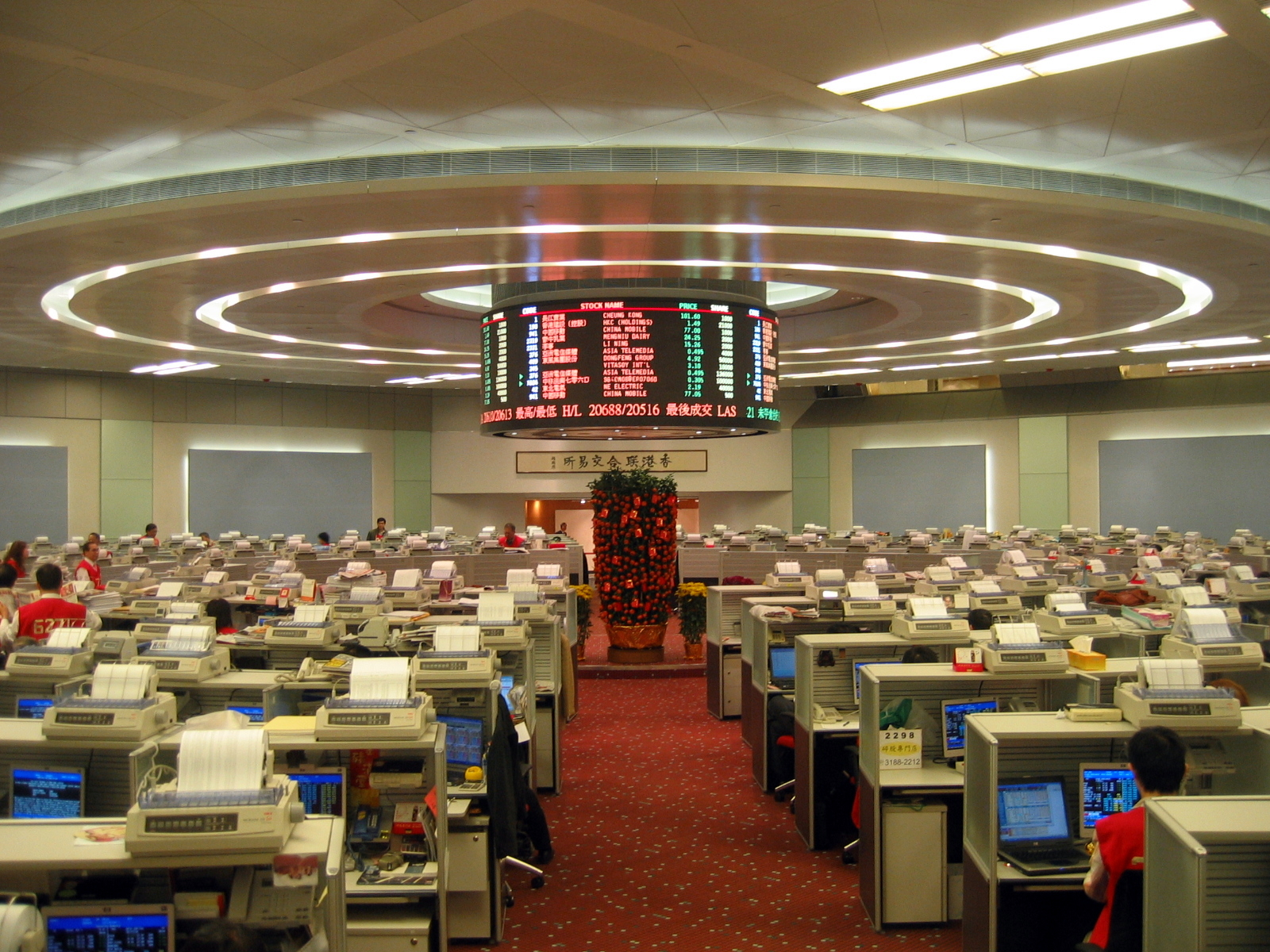
Hong Kong-börsens lobby den 21 februari 2007.

En fri marknad är ett ekonomiskt system där köpare och säljare handlar med varandra frivilligt. Produktion och handel baseras på frivilliga överenskommelser mellan självständiga producenter och konsumenter. Producenter och konsumenter baserar sina decentraliserade beslut på priser som styrs av utbud och efterfrågan.
Termen 'Fri marknad' kan syfta på en idealiserad samhällsmodell, där medborgare interagerar ekonomiskt utan eller nästan utan någon statlig inblandning överhuvudtaget. Ett "fritt marknadssystem" kan då ställas upp som motsatt eller skilt från de flesta existerande ekonomier, även de som präglas av marknadsekonomiska principer. Begreppet kan också åsyfta de delar av ett samhälle och dess ekonomi som präglas av "frivilliga avtal mellan två människor, eller mellan grupper av människor företrädda av representanter."
I allmänt tal åsyftas ofta blandekonomi, präglat av begränsad men regelbunden statlig inblandning, som utmärker demokratiska, liberala stater och den moderna globala ekonomin. När det används i den meningen ställs begreppet ofta i kontrast mot exempelvis merkantilism eller planekonomi, men används även vid polemik mot vad som menas vara överdrivna eller missriktade statliga regleringar av ekonomisk verksamhet. Sett ur den synpunkten är "fri marknad ett begrepp som används för att beskriva en politisk eller ideologisk åsikt om förd politik."

## Debatt om fria marknader
Sedan Sovjetunionens fall har få ekonomer eller debattörer helt förnekat att fria marknader spelar en central roll i världens ekonomiska utveckling. Försvarare av frihandel och marknadsekonomi har framhållit att närmare en miljard människor lyfts ur fattigdom sedan 1990, samtidigt som planekonomiska och hårt statsstyrda ekonomier avvecklats till förmån för ekonomiska system präglade av friare marknader.
Däremot råder stor oenighet kring i vilken utsträckning marknadskrafter i sig själva är tillräckliga för att skapa välstånd och lösa olika typer av samhällsproblem. Socialister och andra som förespråkar ekonomisk och social jämlikhet betraktar ofta den fria marknaden som otillräcklig för att uppnå den typ av samhälle man vill ha. Det förefaller nämligen som att marknadens numera sällan ifrågasatta förmåga att skapa ekonomiskt välstånd, samtidigt tycks leda till att stora delar av detsamma ansamlas allt mer hos ett relativt litet antal människor.
Denna fråga ses ofta som oväsentlig av förespråkare av fria marknader, eftersom man menar att ojämlikheten inte är ett problem så länge ekonomin växer och människor lyfts ur fattigdom, vilket man menar att marknadsekonomin gör effektivare än de alternativ dess kritiker erbjuder. Ofta ifrågasätts också marknadens förmåga att lösa miljöproblem.
En annan central debattpunkt är frågan om monopolbildning. Ett vanligt argument är här att fria marknader förr eller senare leder till truster och monopol, vilket i sin tur sätter marknaden ur spel och verkar ogynnsamt på konsumenter, liksom samhället i allmänhet. Denna syn ligger bland annat till grund för USA:s omfattande anti-trustlagstiftning, som bevakas av myndigheten Federal Trade Commission (FTC). Argumentet ifrågasätts regelbundet av libertarianer och andra förespråkare för fria marknader, som menar att problematiska monopol bara kan uppstå genom statlig inblandning.
Medan det finns renodlade motståndare till förekomsten av fria marknader, som klassiska kommunister, och förespråkare för ett renodlat marknadssamhälle, som radikala libertarianer, rör sig de flesta debattörer och ekonomer i dagsläget över ett spektrum där marknaden tillerkänns stora förmågor, men staten förutsätts spela åtminstone någon roll i samhällets ekonomiska liv.

## Förespråkare av fria marknader

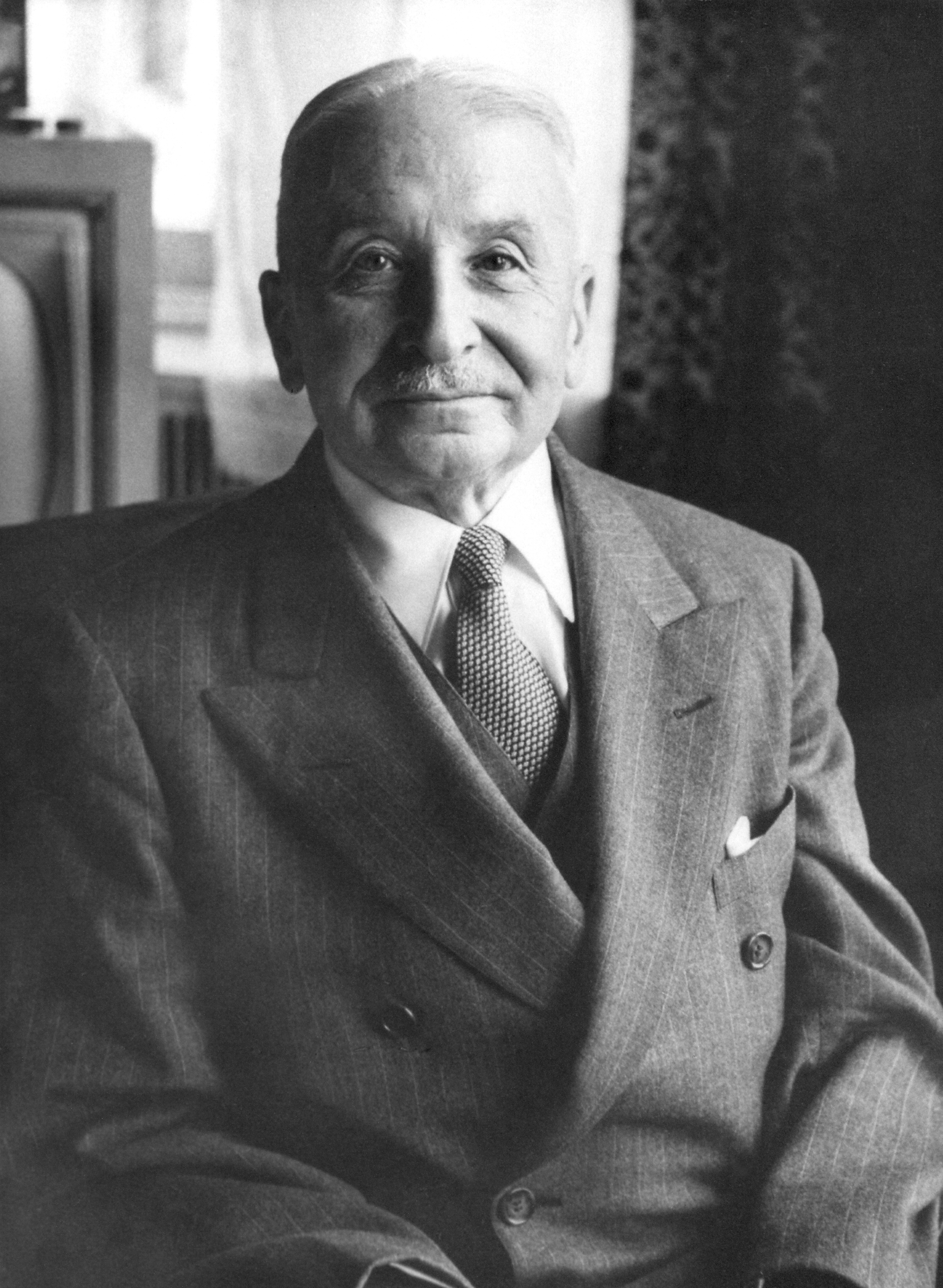
Ludwig von Mises (1881–1973)

Den fria marknaden som huvudsaklig ekonomisk och politisk princip företräds mest uttryckligt av libertarianer och klassiska liberaler. Adam Smith, "liberalismens grundare", var verksam under den senare delen av 1700-talet, och anses allmänt som en av de första förespråkarna för fria marknader. Smith menade att ekonomin styrdes genom naturliga lagar, vars förmåga att skapa välstånd fungerade bäst då människor interagerade fritt på marknaden, utan onödiga ingrepp från statens sida.
Ett mer sentida exempel är nationalekonomen Milton Friedman, som bland annat agerade rådgivare åt Ronald Reagan och anses ha haft ett betydande inflytande på Västvärldens ekonomiska politik från åtminstone 70-talet. En av Friedmans mer välkända åsikter är att fria marknader motverkar auktoritär statsmakt, en uppfattning han presenterade vid en föreläsning för ekonomistudenter vid Pontificia Universidad Católica de Chile 1975. Friedman kritiserade vidare de samtida intellektuella som menade att centralplanering av ekonomin var positiv för exempelvis fattiga länder, och hävdade att "[ö]verallt där vi finner någon större mängd individuell frihet, någon grad av framsteg när det kommer till materiell komfort tillgänglig för vanliga medborgare, och utbrett hopp om vidare utveckling i framtiden, där finner vi också att den ekonomiska aktiviteten är organiserad huvudsakligen genom den fria marknaden." Friedman såg samtidigt att staten hade ett flertal viktiga funktioner att spela för att marknaderna skulle förbli fria i den mening han tänkte sig, inklusive ett system för lag och rätt, en aktiv motverkan av tekniska monopol och en begränsad välfärdspolitik inriktad på människor oförmögna att ta hand om sig själva. Han hävdade att "den konsekvente liberalen är inte en anarkist".
Till dem som förespråkat helt eller huvudsakligen fria marknader hör också den nationalekonomiska inriktning som kallas den Österrikiska skolan. Den kan sägas ha grundats i och med publiceringen av nationalekonomen Carl Mengers bok Grundsätze der Volkswirtschaftslehre (Nationalekonomins grunder) 1871, och vidareutvecklades av bland andra Eugen von Böhm-Bawerk, Friedrich von Wieser, Ludwig von Mises och Friedrich Hayek. Medan skolans arbete till stor del rörde ekonomisk teori, var och är dess anhängare i politisk mening klassiska liberaler eller libertarianer.
En annan försvarare av den fria marknaden är Robert Nozick, vars centrala argumentation snarare är moralfilosofisk än ekonomisk. Nozicks huvudsakliga poäng är att enskilda människor, i egenskap av självägande subjekt, inte kan tillåtas att användas som objekt av andra. Nästan varje form av statlig intervention i den enskildes liv, oavsett syfte, är enligt Nozick ett exempel på ett utnyttjande av mänskliga individer som objektifierade medel. Han menar även att tal om distributiv rättvisa är missvisande, eftersom det döljer det faktum att resurser inte faller "som manna från himlen", utan uppstår genom enskilda individers arbetsinsatser och ömsesidiga samspel.

## Kritiker av fria marknader

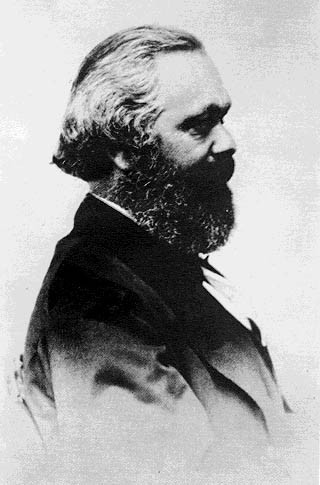
Karl Marx (1818–1883).

Bland kritikerna av den fria marknaden märks först och främst Karl Marx. Marx betraktade kapitalismen som präglad av "marknadsanarki", och ansåg att fria marknader var irrationella och utgjorde en fundamental del i vad han menade var en utsugning av arbetarklassen. Marx hävdade att historien rörde sig i riktning mot en centralplanerad ekonomi, kommunismen. Genom revolution skulle arbetarklassen under ledning av ett kommunistiskt parti avskaffa utsugningen, göra slut på det omfattande slöseri på resurser Marx menade var en produkt av den kapitalistiska ordningen, och befria människan från ett likaledes av kapitalismen orsakat tillstånd av alienation.
En mer begränsad invändning mot tanken på en oinskränkt fri marknad som i sig själv tillräcklig för att få ekonomin att fungera optimalt, kom 1936, då John Maynard Keynes publicerade The General Theory of Employment, Interest and Money. Keynes ekonomiska teori menade i korthet att statsmakten under ekonomiska kriser borde stimulera ekonomin genom räntesänkningar och investeringar i infrastruktur, eftersom marknaden i sig själv i sådana lägen är otillräcklig för att säkerställa full sysselsättning och optimal återhämtning. Han kritiserade klassiska ekonomiska teorier för att ha förbisett detta. I Sverige utvecklades liknande idéer av Stockholmsskolan.
Även den katolska kyrkan har sedan kapitalismens intåg i Europa förhållit sig kritisk till åtminstone delar av den fria marknadens spel. Redan 1891 kritiserade Leo XIII i encyklikan Rerum novarum "ocker" och vad han beskrev som en "omänsklig" situation för många arbetare. 
Den tidigare påven, Franciskus, har gått längre i sin uttryckliga kritik, och delvis formulerat sig i moderna ekonomiska termer. I enkyklikan Evangelii Gaudium menar han bland annat att samtiden inte längre präglas främst av "utsugning och exploatering", utan av att samtidens exkluderade numera "inte ens längre är en del av [samhället]". Han kritiserar sedan även de som "fortsätter att försvara nedsippringsteorier", och menar att den tro på fria marknader som präglar sådana resonemang vittnar om en "simpel och naiv tilltro till godheten hos de som innehar den ekonomiska makten och till det rådande ekonomiska systemets sakraliserade verkan".
Aktuella ekonomiska invändningar mot idén om avreglerade marknader som i sig tillräckliga för välstånd har annars kommit från nationalekonomen Joseph Stiglitz som, i sin bok Fritt fall: De fria marknaderna och världsekonomins kris, menar att avregleringarna i ekonomin (som gav marknaden friare händer) samt den bristande insynen i finanssektorn, var de främsta orsakerna till den ekonomiska kris som drabbade världen 2007/2008 och de efterföljande problemen. Han argumenterar för att en stabil ekonomi kräver samhälleliga regleringar av marknaden. Frågan om marknadens oförmåga att skapa jämlikhet har också på senare år lyfts av ekonomen Thomas Piketty, som i sin bok Kapitalet i det tjugoförsta århundradet söker påvisa att oreglerad kapitalism, via arv och andra former av kapitalackumulation, tenderar mot växande ojämlikhet.
I likhet med exempelvis Piketty och den katolska kyrkan, är det sällan moderna marknadsskeptiker motsätter sig fri konkurrens och delvis fria marknader i sin helhet. Istället förespråkar man i regel ekonomisk omfördelning, eller olika typer av reglering.